# 7,7 cm Feldkanone 96 neuer Art
A 7,7 cm Feldkanone 96 neuer Art (rövidítve 7,7 cm F.K. 96 n.A. vagy 7,7 cm FK 96 nA, magyarul 7,7 cm-es tábori löveg 96, új minta) egy tábori löveg volt, melyet a Német Birodalom használt az első világháború folyamán.

## Leírás
A löveg magában foglalta a korábbi 7,7 cm Feldkanone 96 lövegcsövét hátrasikló rendszerrel, egy új závárzatot és egy új lövegtalpat. A meglévő FK 96 lövegeket folyamatosan fejlesztették. Az FK 96 n.A. lőtávolsága rövidebb, de súlya könnyebb, mint a francia Canon de 75 modèle 1897 vagy a brit Ordnance QF 18 lövegeké, mivel a németek nagy hangsúlyt fektettek a mozgékonyságra, ami hasznukra is vált a világháború korai szakaszában. Azonban az állóháború beálltával a nagyobb tűzgyorsaságú francia lövegek és a nehezebb lövedékeket tüzelő brit lövegek ezt az előnyt háttérbe szorították. Ezt a németek a nagyobb lőtávolsággal bíró 7,7 cm Feldkanone 16 kifejlesztésével orvosolták.
A korra jellemzően az FK 96 n.A. lövegen elhelyeztek a kezelőszemélyzet számára két ülést. A háború után a lövegeket hadrendbe állította Lengyelország, Litvánia, Észtország és Lettország, miután 1919-ben kivívták függetlenségüket. A lövegek az 1930-as évekig szolgálták ezen országok haderejét.

## Lőszer
- Feldgranate 96 – egy 6,8 kilogrammos repesz-romboló lövedék 0,19 kilogrammnyi TNT-vel töltve.
- FeldkanoneGeschoss 11 – egy 6,85 kilogrammos lövedék, amely a repesz-romboló és a srapnel hatást ötvözi. Tartalma 294 darab 10 grammos golyó és 0,25 kilogramm TNT.
- Egy 6,8 kilogrammos srapnel lövedék 300 darab golyóval töltve.
- Páncéltörő lövedék.
- Füstgránát.
- Gázlövedék.

Főleg a K.Z. 11 időzítős gyutacsot használták vagy későbbiekben az L.K.Z. gyutacsot.

## Fordítás
- Ez a szócikk részben vagy egészben  a(z)   7.7 cm FK 96 n.A. című angol Wikipédia-szócikk ezen változatának fordításán alapul.  Az eredeti cikk szerkesztőit annak laptörténete sorolja fel. Ez a jelzés csupán a megfogalmazás eredetét és a szerzői jogokat jelzi, nem szolgál a cikkben szereplő információk forrásmegjelöléseként.